# Tommy Robredo
Tommy Robredo, född 1 maj 1982 i Girona, Spanien, är en spansk högerhänt professionell tennisspelare.

## Tenniskarriären
Robredo rankades i augusti 2006 som femma i världen, vilket är hans högsta rankning hittills. Han är grusspecialist och sex av de sju ATP-titlar han vunnit till och med säsongen 2008 har han vunnit på just grus.
I Grand Slam-turneringar har han vid fyra tillfällen nått kvartsfinal (Australiska öppna 2007 och Franska öppna 2003, 2005 och 2007).

## ATP-titlar
| Nr | Datum          | Turnering          | Underlag  | Finalmotståndare  | Resultat            |
| 1. | 29 juli 2001   | Sopot, Polen       | Grus      | Albert Portas     | 1-6 7-5 7-6(2)      |
| 2. | 2 maj 2004     | Barcelona, Spanien | Grus      | Gaston Gaudio     | 6-3 4-6 6-2 3-6 6-3 |
| 3. | 21 maj 2006    | Hamburg, Tyskland  | Grus      | Radek Stepanek    | 6-1 6-3 6-3         |
| 4. | 15 juli 2006   | Båstad, Sverige    | Grus      | Nikolaj Davydenko | 6-2 6-1             |
| 5. | 5 augusti 2007 | Sopot, Polen       | Grus      | José Acasuso      | 7-5, 6-0            |
| 6. | 7 oktober 2007 | Metz, Frankrike    | Hardcourt | Andy Murray       | 0-6, 6-2, 6-3       |
| 7. | 13 juli 2008   | Båstad, Sverige    | Grus      | Tomáš Berdych     | 6-4 6-1             |

### Singelfinalist (7)
- 2001: Casablanca
- 2003: Stuttgart
- 2005: Estoril
- 2006: Barcelona
- 2007: Auckland
- 2007: Peking
- 2008: Warszawa

### Webbkällor
- ATP, spelarprofil